# Lak
Los lak son un grupo étnico de aproximadamente 5.000 individuos que viven en la isla de Nueva Bretaña, frente a la costa septentrional de Papúa Nueva Guinea. Hablan una lengua indígena regional. Crían cerdos y cultivan hortalizas. Creen en un único dios mítico así como en la brujería. Su ceremonia más célebre incluye la honra a los espíritus de los difuntos.
- Datos: Q5969490